# Merindad de Cuesta-Urria
Merindad de Cuesta-Urria – gmina w Hiszpanii, w prowincji Burgos, w Kastylii i León, o powierzchni 121,97 km². W 2011 roku gmina liczyła 409 mieszkańców.